# Echinopsis backebergii
Echinopsis backebergii Werderm. – gatunek rośliny okrytonasiennej z rodziny kaktusowatych. Pochodzi ze wschodniej Boliwii i południa Peru. Dorasta 5 cm wysokości i szerokości. Łodyga przyjmująca kształt kulisty rośnie pojedynczo bądź w skupieniach. Osiąga grubość 4–5 cm i wytwarza około 15 żeber. Pokrywają ją szarobrązowe ciernie. Duże, efektowne, karminowoczerwone kwiaty rozwijają się latem. Minimalna wymagana temperatura to 10 °C. W rejonach o klimacie umiarkowanym hodowla wymaga osłony i ogrzewania.
Dwa podgatunki:  E. backebergii subsp. backebergii i E. backebergii subsp. wrightiana otrzymały  Award of Garden Merit od Royal Horticultural Society.